# Ульрих, Кристиан
Кристиан Ульрих (нем. Christian Ulrich; 27 апреля 1836, Вена — 22 января 1909, там же) — австро-венгерский архитектор и инженер.

## Биография
Кристиан Ульрих родился в семье фабриканта — производителя зеркал. По окончании школы обучался в инженерной школе и в 1844 году изучал астрономию в Венском университете. Затем обучался в политехнической школе в Карлсруэ, затем в 1860 году поступил в Венскую академию изобразительных искусств, где учился у Карла Рёснера, Эдуарда ван дер Нюлля и Августа Зикарда фон Зикардсбурга. С образовательными целями побывал во Франции, Бельгии и Италии. В 1865—1885 годах Ульрих работал архитектором в Вене, в 1879—1885 году сотрудничал с Вильгельмом фон Флаттихом. С 1868 года руководил родительской зеркальной фабрикой.
В период 1885—1892 годов Ульриху сопутствовал успех в Венгрии, он принял венгерское подданство и проживал в Будапеште. В знак признания его заслуг Ульрих удостоился императорского австрийского ордена Франца Иосифа. В 1892 году Ульрих вернулся в Вену, где продолжил архитектурную деятельность. В 1896 году получил звание профессора Венской высшей технической школы, где до 1907 года возглавлял кафедру прикладного и железнодорожного строительства. В 1899—1900 годах занимал должность ректора. В 1905 году Кристиан Ульрих женился, в браке детей не было.